# Präfektur Nagasaki
Nagasaki (jap. 長崎県 Nagasaki-ken) ist eine der Präfekturen Japans. Sie liegt in Südjapan in der Region Kyūshū hauptsächlich auf der Insel Kyūshū. Sitz der Präfekturverwaltung ist die gleichnamige Stadt Nagasaki.

## Geographie

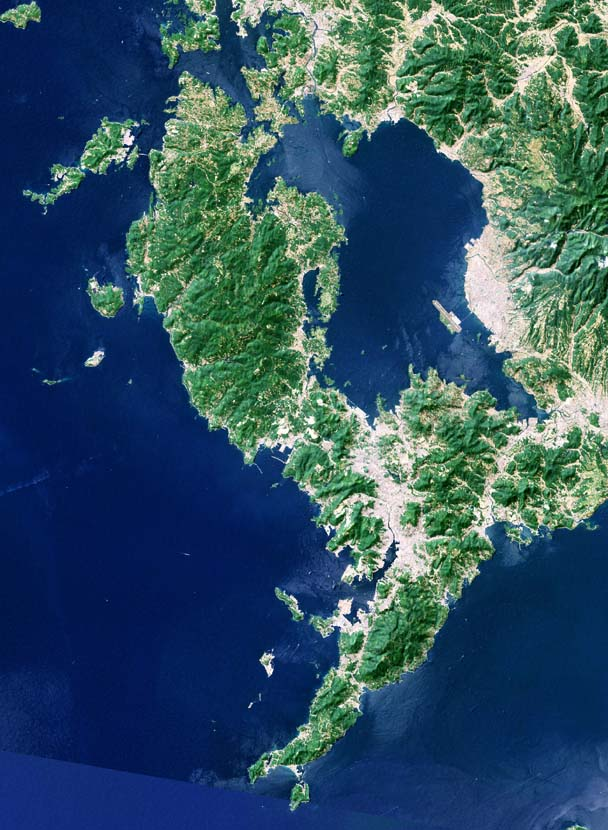
Präfektur Nagasaki (ohne Shimabara-Halbinsel im Südosten und Inseln im Norden und Westen) mit der Ōmura-Bucht in der Mitte

Die Präfektur Nagasaki liegt im äußersten Westen Kyūshūs. Da die Präfektur sowohl von 3 Richtungen vom Ostchinesischen Meer umgeben ist als auch aus zahlreichen kleineren Inseln besteht, hat sie nach Hokkaidō mit 4.165 km die längste Küstenlinie Japans. Im Norden und Nordosten grenzt sie an die Präfektur Saga.
Größere Inseln und Inselgruppen sind Tsushima und Iki im Norden in der Tsushima-Straße, sowie die Gotō-Inseln im Westen.
Zentral liegt die 320 km² große Ōmura-Bucht. Diese ist lediglich im Norden über die etwa 200 m breite Hario-Meerenge und die an ihrer engsten Stelle 10 m breite Haiki-Meerenge mit der Sasebo-Bucht (佐世保湾, Sasebo-wan) des Ostchinesischen Meeres verbunden. Westlich der Ōmura-Bucht befindet sich die Nishisonogi-Halbinsel und südwestlich die Nagasaki-Halbinsel. Im Südosten befindet sich die Ariake-See, eine 1.700 km² große Bucht, die sich entlang der Shimabara-Halbinsel mit dem dominierenden Unzen-Vulkangebirge windet.

## Geschichte
Die Präfektur Nagasaki umfasst den Westteil der historischen Provinz Hizen sowie die Inselprovinzen Tsushima und Iki. In der Edo-Zeit wurde das Gebiet in den Lehen Saga, Shimabara, Ōmura, Hirado, Hirado-Shinden, Fukue und Tsushima-Fuchū regiert. Die Stadt Nagasaki, der ausländische Handelszugang nach Japan während der Landesabschließung, wurde durch einen Magistrat (Nagasaki bugyō) direkt vom Shōgun verwaltet.
Die Präfektur Nagasaki wurde in der Meiji-Restauration 1868 als Nagasaki-fu – eine Stadtpräfektur wie Edo oder Ōsaka – aus der bisherigen Magistratur des Shōgunats geschaffen. 1869 wurde die Präfektur in eine gewöhnliche Präfektur, -ken, umgewandelt. In den folgenden Jahren veränderten sich die Grenzen mehrfach; die Präfektur Saga (zeitweise: Präfektur Imari) wurde erst 1883 endgültig von Nagasaki getrennt.

## Politik
- KPJ: 1
- Kaikaku21 („Reform 21“; mit KDP, DVP, SDP): 9
- Monttainai yo Nagasaki (~„Schade drum, Nagasaki!“; Unabh.): 1
- Kenmin kaigi („Bürgerkonferenz“; Unabh.): 2
- Kōmeitō: 3
- LDP: 30

Zum Gouverneur von Nagasaki wurde bei der Wahl im Februar 2022 der 39-jährige Arzt und ehemalige technische MHLW-Beamte Kengo Ōishi gewählt, der sich mit Unterstützung des LDP-Präfekturverbands und der Nippon Ishin no Kai mit weniger als 600 Stimmen Vorsprung gegen den von KDP, DVP und aus der LDP-Präfekturparlamentsfraktion unterstützten, seit 2010 amtierenden Gouverneur Hōdō Nakamura (71 Jahre) und einen weiteren Kandidaten durchsetzte. Die Wahlbeteiligung erholte sich vom Rekordtief 2018 (36 %) auf 47,83 %. Die 46 Mitglieder des Parlaments wurden bei den Wahlen im April 2023 gewählt. Die LDP blieb mit 29 Sitzen klar stärkste Partei.
Im nationalen Parlament wird Nagasaki seit 2024 nur noch durch drei direkt gewählte Abgeordnete im Unterhaus und einen je Wahl im Oberhaus vertreten, nach den Wahlen 2019, 2022 und 2024 und seitherigen Änderungen derzeit (Stand: November 2024):
- im Unterhaus
  - für den Wahlkreis Nagasaki 1, der seit 2024 deckungsgleich mit der Stadt Nagasaki ist, Hideko Nishioka (DVP, 3. Amtszeit), die Tochter des Oberhausabgeordneten Takeo Nishioka und Enkelin von Gouverneur Takejirō Nishioka,
  - für den Wahlkreis 2 mit den Städten Isahaya und Ōmura im Südosten des Hauptinselteils von Nagasaki und den Inseln Tsushima und Iki Ryūshō Katō (LDP, 2. Amtszeit), Sohn und Nachfolger von Kanji Katō,
  - für den Wahlkreis 3 mit der Stadt Sasebo, dem Norden und Westen des Hauptinselteils und den westlichen Inseln der Präfektur Yōzō Kaneko (LDP, 2. Amtszeit), Sohn von Ex-Gouverneur Genjirō Kaneko,
- im Oberhaus
  - bis 2025 Yūichirō Koga (LDP, 2. Amtszeit), ehemaliger Vizebürgermeister der Stadt Nagasaki, der 2019 mit rund 52 % der Stimmen gegen die Oppositionskandidatin Ayumi Shirakawa (DVP, 45 %) bestätigt wurde, und
  - bis 2028 Keisuke Yamamoto (LDP, 1. Amtszeit), vorher Abgeordneter im Präfekturparlament.

Neben der von Tokio ist die von Nagasaki die einzige Präfekturverwaltung, deren Verkehrsamt öffentliche Verkehrsmittel direkt selbst betreibt.

## Verwaltungsgliederung

Regionaleinteilung von Nagasaki durch die Präfekturverwaltung:
Region Nagasaki (長崎地域, ~ chiiki)
Region kenhoku (県北地域, d. h. der „Präfekturnorden“)
Region ken’ō (県央地域, d. h. das „Präfekturzentrum“)
Region Shimabara (島原地域)
Region Gotō (五島地域)
Region Iki (壱岐地域)
Region Tsushima (対馬地域)

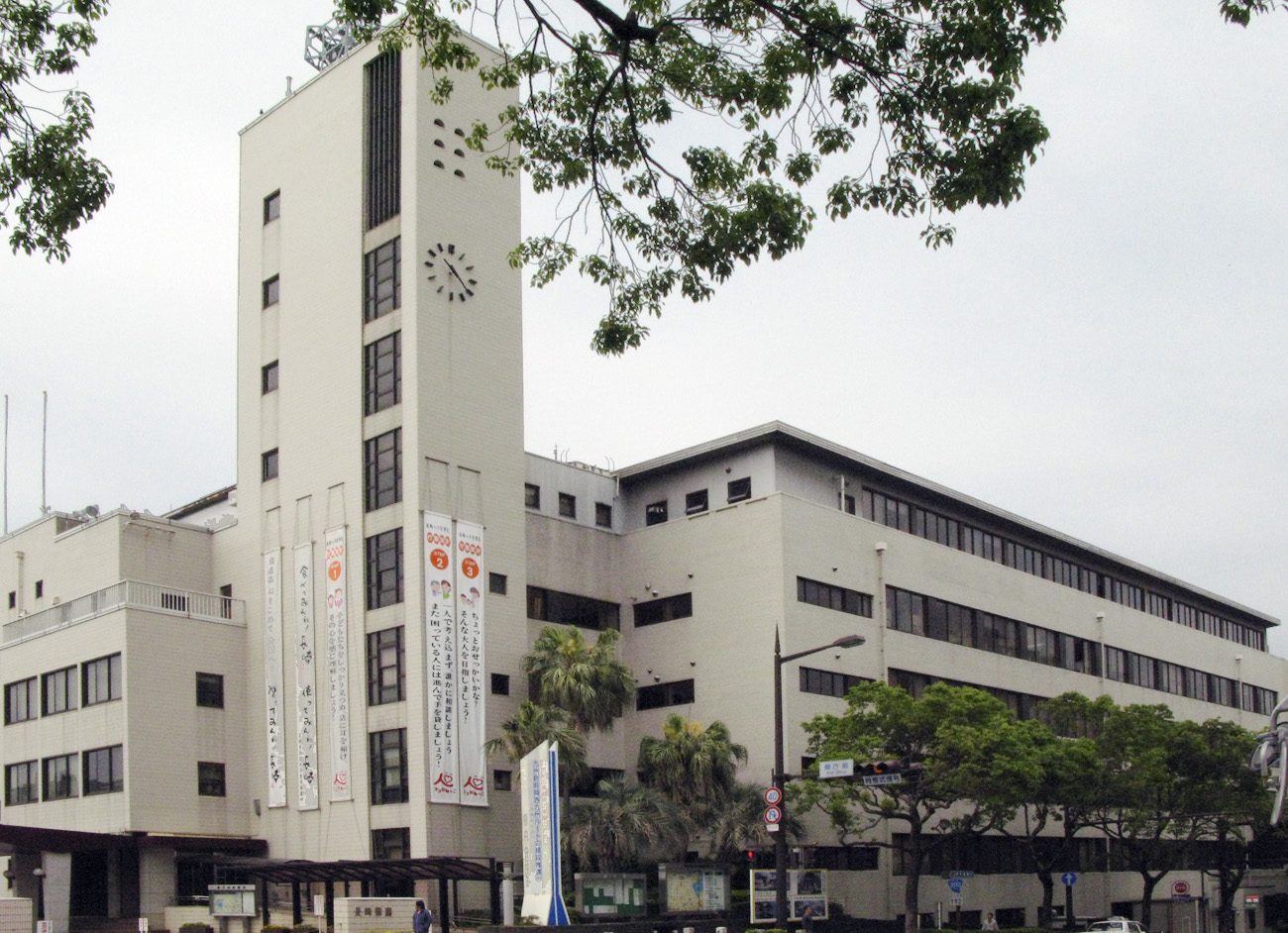
Das Hauptgebäude der Präfekturverwaltung im Stadtteil Edomachi von Nagasaki

Seit 2010 gibt es noch 21 Gemeinden in Nagasaki: 13 [kreisfreie] Städte (-shi), davon zwei in einer Sonderform für Großstädte, und acht [kreisangehörige] Städte (-chō). Das letzte Dorf (-mura) Ōshima-mura verschwand während der Heisei-Gebietsreform am 1. Oktober 2005, als es in die Stadt Hirado eingegliedert wurde. Bei der Einführung der heutigen Gemeindeformen 1889 gab es in Nagasaki zunächst über 300 Gemeinden, die meisten davon Dörfer, vor der großen Shōwa-Gebietsreform der 1950er Jahre waren es noch über 150 Gemeinden, im Jahr 2000 noch 79.
Anmerkung: Im Sinne der Lesbarkeit wurden mehrteilige Orts- und Kreisnamen (Doppelorte, zur Unterscheidung vorangestellte Provinz-/Präfektur-/Kreisnamen, Himmelsrichtungen u. ä.) und Gebietskörperschaftssuffixe hier durch Bindestrich getrennt, die sonstige Romanisierungspraxis ist uneinheitlich.
| Code               | Name                                          | Name       | Landkreis -gun                 | Fläche (in km²) | Einwohnerzahl | Einwohnerzahl | Bevölkerungs- dichte (Ew./km²) | Region                               |
| Code               | lateinisch                                    | japanisch  | Landkreis -gun                 | 1. Januar 2023  | 1. März 2021  | 01.10.2015    | 01.10.2015                     | Region                               |
| ------------------ | --------------------------------------------- | ---------- | ------------------------------ | --------------- | ------------- | ------------- | ------------------------------ | ------------------------------------ |
| 42201              | Nagasaki-shi („Stadt Nagasaki“) ("Kernstadt") | 長崎市     | –                              | 405,86          | 404.656       | 429.508       | 1058,27                        | Nagasaki                             |
| 42202              | Sasebo-shi ("Kernstadt")                      | 佐世保市   | –                              | 426,01          | 242.664       | 255.439       | 599,54                         | kenhoku (teilw. auf den Gotō-Inseln) |
| 42203              | Shimabara-shi                                 | 島原市     | –                              | 82,96           | 42.858        | 45.436        | 547,62                         | Shimabara                            |
| 42204              | Isahaya-shi                                   | 諫早市     | –                              | 341,79          | 133.512       | 138.078       | 403,98                         | ken’ō                                |
| 42205              | Ōmura-shi                                     | 大村市     | –                              | 126,73          | 95.619        | 92.757        | 732,45                         | ken’ō                                |
| 42207              | Hirado-shi                                    | 平戸市     | –                              | 235,12          | 28.822        | 31.920        | 135,78                         | kenhoku                              |
| 42208              | Matsuura-shi                                  | 松浦市     | –                              | 130,55          | 21.261        | 23.309        | 178,54                         | kenhoku                              |
| 42209              | Tsushima-shi                                  | 対馬市     | –                              | 707,42          | 28.456        | 31.457        | 44,47                          | Tsushima                             |
| 42210              | Iki-shi                                       | 壱岐市     | –                              | 139,42          | 24.873        | 27.103        | 194,40                         | Iki                                  |
| 42211              | Gotō-shi                                      | 五島市     | –                              | 420,12          | 34.425        | 37.327        | 88,85                          | Gotō                                 |
| 42212              | Saikai-shi                                    | 西海市     | –                              | 241,60          | 26.188        | 28.691        | 118,76                         | kenhoku (teilw. auf den Gotō-Inseln) |
| 42213              | Unzen-shi                                     | 雲仙市     | –                              | 214,31          | 41.018        | 44.115        | 205,85                         | Shimabara                            |
| 42214              | Minami-Shimabara-shi („Stadt Süd-Shimabara“)  | 南島原市   | –                              | 170,13          | 41.903        | 46.535        | 273,56                         | Shimabara                            |
| 42307              | Nagayo-chō („Stadt Nagayo“)                   | 長与町     | Nishi-Sonogi (West-Sonogi)     | 28,73           | 41.341        | 42.548        | 1480,96                        | Nagasaki                             |
| 42308              | Togitsu-chō                                   | 時津町     | Nishi-Sonogi (West-Sonogi)     | 20,94           | 29.025        | 29.804        | 1423,30                        | Nagasaki                             |
| 42321              | Higashi-Sonogi-chō („Stadt Ost-Sonogi“)       | 東彼杵町   | Higashi-Sonogi (Ost-Sonogi)    | 74,29           | 7656          | 8298          | 111,71                         | kenhoku                              |
| 42322              | Kawatana-chō                                  | 川棚町     | Higashi-Sonogi (Ost-Sonogi)    | 37,25           | 13.370        | 14.067        | 377,64                         | kenhoku                              |
| 42323              | Hasami-chō                                    | 波佐見町   | Higashi-Sonogi (Ost-Sonogi)    | 56,00           | 14.332        | 14.891        | 265,91                         | kenhoku                              |
| 42383              | Ojika-chō                                     | 小値賀町   | Kita-Matsuura (Nord-Matsuura)  | 25,50           | 2250          | 2560          | 100,31                         | Gotō                                 |
| 42391              | Saza-chō                                      | 佐々町     | Kita-Matsuura (Nord-Matsuura)  | 32,26           | 13.942        | 13.626        | 422,25                         | kenhoku                              |
| 42411              | Shin-Kamigotō-chō                             | 新上五島町 | Minami-Matsuura (Süd-Matsuura) | 213,99          | 17.479        | 19.718        | 92,14                          | Gotō                                 |
| 42000 (ISO: JP-42) | Nagasaki-ken („Präfektur Nagasaki“)           | 長崎県     | 4 Kreise                       | 4.130,99        | 1.305.650     | 1.377.187     | 333,39                         | Nord-Kyūshū Kyūshū Südjapan          |

### Regionalbüros
Bis 2004 befanden sich auf der Insel Iki, den Gotō-Inseln und der Insel Tsushima die Unterpräfekturen (支庁, shichō) Iki, Gotō und Tsushima. 2004 wurden diese durch die gleichnamigen Regionalbüros (地方局, chihō kyoku) ersetzt.

## Größte Orte
| Census-Jahr      | Einwohner | Einwohner | Einwohner | Einwohner |
| Census-Jahr      | 2015      | 2010      | 2005      | 2000      |
| ---------------- | --------- | --------- | --------- | --------- |
| Nagasaki         | 429.508   | 443.766   | 442.699   | 423.167   |
| Sasebo           | 255.439   | 261.101   | 248.041   | 240.838   |
| Isahaya          | 138.078   | 140.752   | 144.034   | 95.182    |
| Ōmura            | 92.757    | 90.517    | 88.040    | 84.414    |
| Minami-Shimabara | 46.535    | 50.363    | ——        | ——        |
| Shimabara        | 45.436    | 47.455    | 38.316    | 39.605    |
| Unzen            | 44.115    | 47.245    | ——        | ——        |
| Gotō             | 37.327    | 40.622    | 44.765    | ——        |
| Hirado           | 31.920    | 34.905    | 38.389    | 23.900    |
| Tsushima         | 31.457    | 34.407    | 38.481    | ——        |
| Saikai           | 28.691    | 31.176    | 33.680    | ——        |
| Iki              | 27.103    | 29.377    | 31.414    | ——        |
| Matsuura         | 23.309    | 25.145    | 21.221    | 22.082    |
| Fukue            | ——        | ——        | ——        | 27.662    |

1. März 2004: 6 Gemeinden fusionieren zur Stadt Tsushima.

1. März 2004: 4 Gemeinden fusionieren zur Stadt Iki.

1. August 2004: Die Stadt Fukue und 5 weiteren Gemeinden bilden die Stadt Gotō.

1. April 2005: Die Gemeinde Sakai (-chō) gliedert 4 Gemeinden ein und wird zur kreisfreien Stadt erhoben.

11. Oktober 2005: 7 Gemeinden fusionieren zur Stadt Unzen.

31. März 2006: 8 Gemeinden fusionieren zur Stadt Minami-Shimabara.

## Bevölkerungsentwicklung der Präfektur
| Census- Jahr | Gesamt- Bevölkerung | männliche Bevölkerung | weibliche Bevölkerung | Geschlechter- verhältnis Männer auf 1000 Frauen | Fläche in km2 | Bevölkerungs- dichte Einw. je km2 |
| ------------ | ------------------- | --------------------- | --------------------- | ----------------------------------------------- | ------------- | --------------------------------- |
| 1920         | 673.895             | 329.962               | 343.933               | 959                                             | 2443,59       | 275,8                             |
| 1925         | 684.831             | 336.223               | 348.608               | 965                                             | 2443,90       | 280,2                             |
| 1930         | 691.565             | 337.996               | 353.569               | 956                                             | 2443,90       | 283,0                             |
| 1935         | 686.117             | 332.764               | 353.353               | 942                                             | 2449,03       | 280,2                             |
| 1940         | 701.517             | 343.047               | 358.470               | 957                                             | 2449,03       | 286,5                             |
| 1945         | 830.431             | 379.361               | 451.070               | 841                                             | 2449,03       | 339,1                             |
| 1950         | 945.082             | 455.824               | 489.258               | 932                                             | 2403,74       | 393,2                             |
| 1955         | 973.749             | 470.437               | 503.312               | 935                                             | 2403,50       | 405,1                             |
| 1960         | 942.874             | 448.797               | 494.077               | 908                                             | 2403,50       | 392,3                             |
| 1965         | 871.885             | 410.937               | 460.948               | 892                                             | 2406,17       | 362,4                             |
| 1970         | 838.468             | 393.631               | 444.837               | 885                                             | 2410,91       | 347,8                             |
| 1975         | 837.674             | 394.661               | 443.013               | 891                                             | 2417,87       | 346,5                             |
| 1980         | 865.574             | 410.912               | 454.662               | 904                                             | 2432,71       | 355,8                             |
| 1985         | 880.013             | 417.308               | 462.705               | 902                                             | 2433,39       | 361,6                             |
| 1990         | 877.851             | 414.673               | 463.178               | 895                                             | 2438,76       | 360,0                             |
| 1995         | 884.316             | 418.666               | 465.650               | 899                                             | 2438,99       | 362,6                             |
| 2000         | 876.654             | 414.377               | 462.277               | 896                                             | 2439,23       | 359,4                             |
| 2005         | 866.369             | 408.230               | 458.139               | 891                                             | 2439,58       | 355,1                             |
| 2010         | 849.788             | 400.136               | 449.652               | 890                                             | 2439,65       | 348,3                             |
| 2015         | 832.832             | 393.073               | 439.759               | 894                                             | 2440,68       | 341,2                             |

## Wirtschaft
Nagasaki, dessen einstmals dominierende Schiffbauindustrie aufgrund des globalen Wettbewerbs an Bedeutung verloren hat, steht heute symbolisch für die demografische Herausforderung Japans. Die Stadt hat eine der am schnellsten schrumpfenden Bevölkerungen, da jüngere Menschen auf der Suche nach Arbeit in größere Städte ziehen.
Die Stadt versucht jedoch, sich als IT-Drehscheibe neu zu erfinden, und hat an den örtlichen Universitäten Programme für IT eingerichtet. Das hat dazu beigetragen, dass große Technologieunternehmen wie Kyocera und Fujifilm Holdings Forschungs- und Entwicklungszentren eingerichtet haben.

## Städtepartnerschaften
- Fujian, VR China – seit 1982
- Shanghai, VR China – seit 1997
- Zeeland, Niederlande – seit 2002

## Sehenswürdigkeiten und Landmarken (Auswahl)

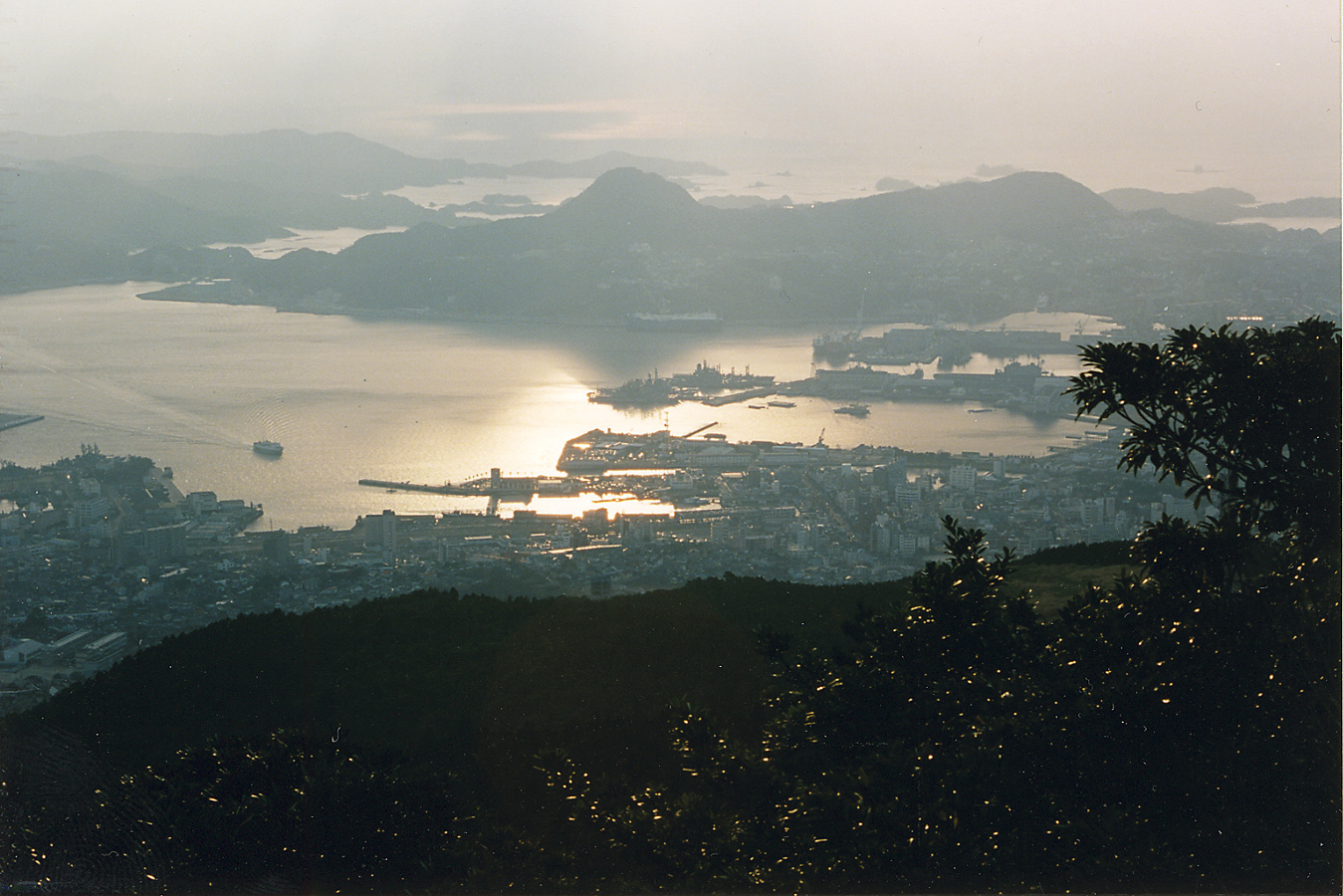
Hafen von Sasebo
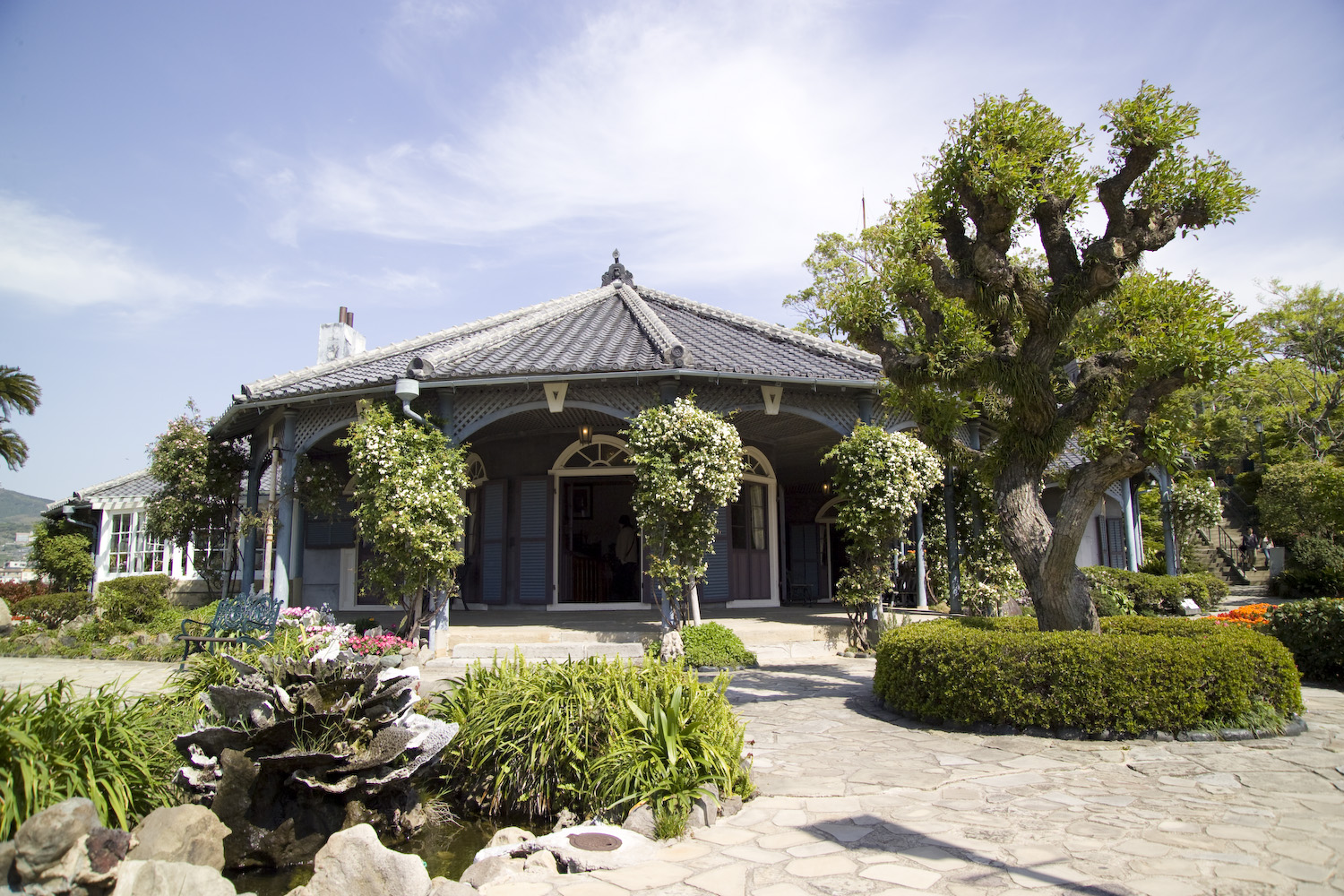
Glover Garden
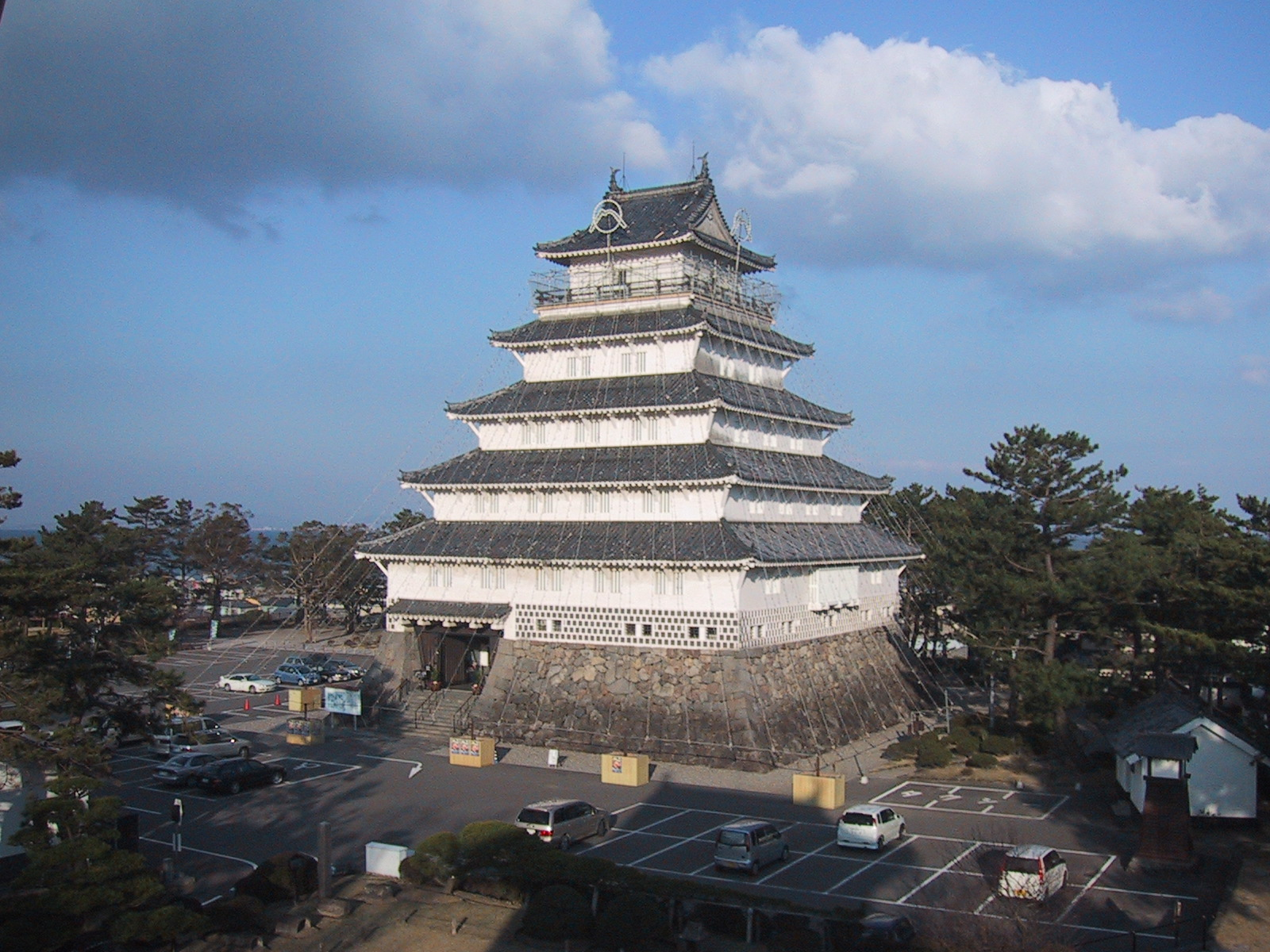
Burg von Shimabara